# آرامگاه حسین جاوید
آرامگاه حسین جاوید (ترکی آذربایجانی: Hüseyn Cavid məqbərəsi) بنای یادبودی می‌باشد، که روی قبر حسین جاوید، شاعر و نمایش‌نامه‌نویس شناخته شده آذربایجانی در نخجوان نصب شده‌است.

## تاریخچه
آرامگاه با ابتکار و اهتمام حیدر علی‌اف، سومین رئیس جمهوری آذربایجان بنا شد. قبرهای خانم «میشکیناز»، همسر حسین جاوید، پسرش «ارطغرل» و دخترش خانم «توران» نیز در سردابه آرامگاه قرار دارند.
آرامگاه در ۲۹ اکتبر سال ۱۹۹۶، به مناسبت ۱۱۴-امین سالروز تولد حسین جاوید ساخته شد.

## مشخصات معماری
این آرامگاه که بر اساس شیوهٔ معماری «نخجوان- مراغه» ساخته شده‌است، دارای دو بخش نظیر سردابه بالایی و پایینی می‌باشد. در درون بنا، تندیس حسین جاوید نصب گردیده‌است. مؤلف طرح آرامگاه معمار معروف آذربایجانی «راسیم علی‌اف»، و مجسمه سازش «عمر ائلدارف» هستند.